# کرای‌انجین
کرای انجین (به انگلیسی: CryEngine) یک موتور بازیسازی است که توسط توسعه دهنده بازی آلمانی کرای تک طراحی شده است.
این نسخه در تمامی عنوان‌ها آنها با نسخه اولیه در فار کرای مورد استفاده قرار گرفته است و همچنان برای پشتیبانی از کنسول‌ها و سخت‌افزارهای جدید بازی‌های خود، به روز می‌شود. همچنین برای بسیاری از بازی‌های شخص ثالث تحت برنامه مجوز کرای تک از جمله Sniper: Ghost Warrior 2 و SNOW استفاده شده است. Warhorse Studios از نسخه اصلاح شده موتور برای RPG Kingdom Come: Deliverance استفاده می‌کند. Ubisoft یک نسخه داخلی به شدت اصلاح شده CryEngine را از نسخه اصلی Far Cry به نام Dunia Engine نگهداری می‌کند، که در تکرارهای بعدی آنها از سری فار کرای استفاده می‌شود.
طبق گزارش‌ها گمنام مختلف در آوریل ۲۰۱۵، CryEngine با ۵۰ تا ۷۰ میلیون دلار به آمازون مجاز شد. در نتیجه، در فوریه سال ۲۰۱۶، آمازون نسخه اصلاح شده و گسترده CryEngine خود را با نام Amazon Lumberyard منتشر کرد.

## ورژن‌ها

### کرای انجین ۱
CryEngine 1 یک موتور بازی است که برای بازی ویدیویی تیرانداز اول شخص Far Far استفاده می‌شود. در ابتدا توسط Crytek به عنوان نمایشی فناوری برای انویدیا ساخته شد و وقتی این شرکت پتانسیل خود را دید، به بازی تبدیل شد. هنگامی که کارتهای ویدئویی با پشتیبانی از سایه بانهای ۳٫۰ پیکسل و وریکس رها شدند، Crytek نسخه ۱٫۲ این موتور را منتشر کرد که از برخی از قابلیت‌ها برای گرافیک بهتر استفاده می‌کرد. بعداً این شرکت CryEngine نسخه ۱٫۳ را توسعه داد که پشتیبانی از نور HDR را نیز به آن افزود. این موتور برای MMORPG , Aion: The Tower of Eternity خود به NCsoft مجاز شده است. در تاریخ ۳۰ مارس ۲۰۰۶، یوبی سافت تمام حقوق مالکیت معنوی را برای حق رای دادن Far Far و مجوز دائمی استفاده از نسخه Far Cry از CryEngine، معروف به Dunia Engine به‌دست‌آورد.

### CryEngine 2
CryEngine 2 در بازی کریستالیس کریتک و نسخه به روز شده در Crysis Warhead، یک داستان جانبی Crysis استفاده می‌شود. این نخستین بار به شرکت فرانسوی IMAGTP که در زمینه ارتباطات معماری و شهرسازی متخصص است، صادر شد. هدف از صدور مجوز از موتور ایجاد برنامه ای بود تا مشتریان بتوانند قبل از شروع ساخت واقعی، دقیقاً چه ساختمان یا ساختمان دیگری را ببینند. از تاریخ ۷ مارس ۲۰۱۱، Simpson Studios مجوز CryEngine 2 را برای استفاده در دنیای مجازی انحصاری چند نفره (MMVW) که در یک مریخ خرابکار رخ می‌دهد، مجوز داده است. در ۱۱ مه ۲۰۰۷، کریتیک اعلام کرد که آنها برای ایجاد یک بازی براساس «مالکیت معنوی» جدید خود، از موتور استفاده می‌کنند. همچنین تأیید شده است که بخشی از Crysis نخواهد بود و در حقیقت حتی ممکن است تیرانداز اول شخص نباشد. در ۱۷ سپتامبر ۲۰۰۷، کالج هنر و طراحی رینگلینگ اولین مؤسسه آموزش عالی در جهان شد که CryEngine 2 را برای اهداف آموزشی مجوز داد.

### CryEngine 3
Crytek CryEngine 3 را در کنفرانس توسعه دهندگان بازی ۲۰۰۹، که از ۲۵ مارس تا ۲۷ مارس برگزار شد، معرفی کرد و آن را در کنسول‌های Xbox 360 و PlayStation 3 نشان داد. این موتور جدید برای استفاده در مایکروسافت ویندوز، پلی استیشن ۳، ایکس باکس ۳۶۰ و Wii U. ساخته شده است. در مورد پلتفرم PC، گفته می‌شود که این موتور از DirectX 9، ۱۰ و ۱۱ پشتیبانی می‌کند. از اول ژوئن ۲۰۰۹ اعلام شد که Crysis 2 توسط Crytek با موتور جدید خود تولید می‌شود. CryEngine 3 در ۱۴ اکتبر ۲۰۰۹ منتشر شد.
در تاریخ ۱ مارس ۲۰۱۰، یک نسخهٔ نمایشی جدید فناوری موتور برای سمپوزیوم i3D 2010 منتشر شد، که نشان دهنده «دوره‌های انتشار نور آبشار برای روشنایی غیرمستقیم در زمان واقعی» است. در یازدهم ژوئن ۲۰۱۱، نیروی دفاعی استرالیا فاش کرد که پرسنل نیروی دریایی نیروی دریایی هواپیمای اسکله هلیکوپتر فرود مستقر ساخته شده با استفاده از نرم‌افزار CryEngine 3 را آموزش می‌دهند. از تاریخ ۱ ژوئیه ۲۰۱۱، نسخه Mod SDK CryEngine 3 به‌طور خاص برای ایجاد نقشه‌ها، مدها و مودهای سفارشی برای Crysis 2 در وب سایت Crytek موجود است. Crytek همچنین یک نسخه رایگان برای استفاده از CryEngine را برای توسعه بازی غیر تجاری منتشر کرد. از تاریخ ۱۷ اوت ۲۰۱۱ با نام CRYENGINE® Free SDK منتشر شد.
Crytek در تاریخ ۹ سپتامبر ۲۰۱۱ اعلام کرد که آنها از CryEngine 3 استفاده می‌کنند تا Crysis اصلی را به کنسول‌ها برسانند. در ۴ اکتبر ۲۰۱۱ برای شبکه Xbox Live و PlayStation Network منتشر شد.

### (CryEngine (3.6-4
در تاریخ ۲۱ اوت ۲۰۱۳، Crytek CryEngine (از نسخه ۳٫۶٫۰) را به سادگی "CryEngine" معرفی کرد و اعلام کرد که CryEngine بعدی آنها با شماره نسخه تبلیغ نمی‌شود. دلیل این تصمیم این ادعا بود که این موتور جدید تقریباً هیچ شباهتی با نسخه‌های قبلی CryEngine ندارد. با این حال، کیت‌های توسعه یافته برای مجوزها هنوز از شماره‌های نسخه استفاده می‌کنند. نسخه جدید CryEngine پشتیبانی از لینوکس و کنسول‌هایی مانند پلی استیشن ۴، ایکس باکس وان و Wii U. را نشان می‌دهد. نمایش‌های بعدی در رویدادها همچنین استفاده از CryEngine در سیستم‌های واقعیت مجازی را نشان می‌دهد، در GDC 2015 Crytek تظاهرات 'Back to Dinosaur جزیره به این رویداد برای نشان دادن چنین مواردی.

### CryEngine V
در ۲۲ مارس ۲۰۱۶، Crytek نسخه جدیدی از CryEngine را با نام CryEngine V. اعلام کرد علاوه بر این، یک مدل جدید صدور مجوز با مدل «پرداخت آنچه شما می‌خواهید» برای استفاده و دسترسی به منبع منبع معرفی شد.
در تاریخ ۲۱ سپتامبر ۲۰۱۷، CryEngine 5.4 منتشر شد. اضافه کردن رندر API Vulkan به عنوان بتا، ادغام مواد و سایر ویژگی‌ها از جمله الگوهای جدید C #، به روز رسانی سیستم دارایی و تکنیک‌های جدید ضد آلیاژ.
در ۲۰ مارس ۲۰۱۸، Crytek مجوز از «پرداخت آنچه می‌خواهید» را به یک مدل ۵٪ تقسیم درآمد تغییر داد.

## توسعه
کیت توسعه نرم‌افزار CryEngine (SDK)، در ابتدا با نام Sandbox Editor، نسخه فعلی ویرایشگر سطح است که برای ایجاد سطوح برای CryEngine توسط Crytek مورد استفاده قرار می‌گیرد. ابزارهایی نیز برای تسهیل اسکریپت نویسی، انیمیشن و ایجاد شیء در نرم‌افزار ارائه شده است. این برنامه با بازی‌های مختلف Crytek (شامل Crysis و Far Cry) محدود شده است، و به‌طور گسترده برای اهداف تعدیل استفاده می‌شود. شیوه ویرایش از مفهوم ماسه‌بازی است، با تأکید بر زمین‌های بزرگ و سبک رایگان برنامه‌نویسی مأموریت. ویرایشگر همچنین می‌تواند تنظیمات داخلی را بسازد.
برخلاف ویرایشگرانی مانند UnrealEd، که از یک سبک ویرایش «تفریق کننده» استفاده می‌کنند و مناطقی را از یک فضای پر از جهان دور می‌کنند، Sandbox دارای سبک «افزودنی» است (مانند Quake II). اشیاء به فضای خالی کلی اضافه می‌شوند. غلظت ماسه باکس بر روی زمین‌های بالقوه عظیم (در تئوری، صدها کیلومتر مربع) به معنای این است که از یک شکل الگوریتمی از نقاشی بافت‌ها و اشیاء بر روی منظره استفاده می‌کند. در این روش از پارامترهای مختلفی برای تعریف توزیع بافت یا انواع پوشش گیاهی استفاده می‌شود. این به منظور صرفه جویی در وقت و امکان ویرایش چنین زمین‌های بزرگ و در عین حال سبک رومینگ رایگان ماسه‌بازی «دنیای واقعی» امکان‌پذیر است. این متفاوت است با برخی از سبک‌های ویرایش که اغلب از «زمینه‌های جعلی» استفاده می‌کنند تا توهم زمین‌های بزرگ را به وجود آورند.
به روشی که تا حدودی با 3D Renderer Blender قابل مقایسه است، که می‌تواند برای طراحی بازی مورد استفاده قرار گیرد، ویرایشگر Sandbox این توانایی را دارد که با یک کلید تنها، مطبوعات را به پرش مستقیم به طراحی فعلی (WYSIWYP، "آنچه می‌بینید) است. آنچه شما بازی می‌کنید "ویژگی). این بدون بارگذاری بازی آسان است زیرا موتور بازی در حال حاضر در حال ویرایشگر است. نمای "پخش کننده" در بخش سه بعدی ویرایشگر نشان داده شده است. ویرایشگر همچنین از کلیه ویژگی‌های CryEngine مانند وسایل نقلیه و فیزیک، اسکریپت نویسی، نورپردازی پیشرفته (از جمله زمان واقعی، سایه‌های متحرک)، فناوری Polybump، سایه بانها، صوتی سه بعدی، سینماتیک معکوس کاراکتر و ترکیب انیمیشن، موسیقی پویا، سیستم ذرات نرم زمان واقعی پشتیبانی می‌کند؛ و یکپارچه ویرایشگر FX، روشنایی معوق، نقشه‌های عادی و نقشه‌های انسداد منظر و سیستم هوشمند پیشرفته مدولار.